# John McMartin
John McMartin (Warsaw (Indiana), 21 augustus 1929 – New York, 6 juli 2016) was een Amerikaans acteur.

## Biografie
McMartin is geboren in Warsaw (Indiana) maar groeide op in Minnesota, en had de high school doorlopen in Illinois en New York. 
McMartin begon in 1958 met acteren in de televisieserie Armstrong Circle Theatre. Hierna heeft hij nog meerdere rollen gespeeld in televisieseries en films zoals As the World Turns (1961-1963), All the President's Men (1976), Blow Out (1981), Falcon Crest (1985-1986), Who's That Girl (1987), Beauty and the Beast (1987-1989), Kinsey (2004) en Law & Order (1992-2009). 
McMartin was ook actief in het theater, hij maakte in 1961 zijn debuut op Broadway in het toneelstuk The Conquering Hero. Hierna heeft hij nog meerdere rollen gespeeld op Broadway zoals Follies (1971), Into the Woods (2002) en Is He Dead? (2007). Hiernaast heeft hij diverse rollen gespeeld off-Broadway. In zijn carrière is hij vijf maal genomineerd geweest voor een Tony Award met zijn acteren op het toneel. 
McMartin was van 1960 tot en met 1971 getrouwd en heeft hieruit twee dochters.
Hij overleed op 86-jarige leeftijd.

## Filmografie

### Films
Selectie:
- 2007 · No Reservations – als mr. Peterson
- 2004 · Kinsey – als Huntington Hartford
- 1990 · A Shock to the System – als George Brewster
- 1989 · Little Sweetheart – als oom David
- 1987 · Who's That Girl – als Simon Worthington
- 1986 · Legal Eagles – als Forrester
- 1986 · Dream Lover – als Martin
- 1981 · Blow Out – als Lawrence Henry
- 1980 · Brubaker – als senator Charles Hite
- 1976 · All the President's Men – als buitenlandse editor
- 1969 · Sweet Charity – als Oscar Lindquist
- 1968 · What's So Bad About Feeling Good? – als de burgemeester
- 1965 · A Thousand Clowns – als de man in kantoor

### Televisieseries
Uitgezonderd eenmalige gastrollen.
- 2000 · Oz – als Lars Nathan – 2 afl.
- 1992 – 1993 · Law & Order – als Larry Webber – 2 afl.
- 1990 – 1992 · Coach – als rechter Watkins – 2 afl.
- 1987 – 1989 · Beauty and the Beast – als Charles Chandler – 4 afl.
- 1988 · Lincoln – als Salmon P. Chase – miniserie
- 1985 – 1986 · Falcon Crest – als Julian J. Roberts – 8 afl.
- 1975 – 1976 · Phyllis – als Jerome Patterson – 2 afl.
- 1971 · Hawaii Five-O – als Ron Nicholson – 2 afl.
- 1961 – 1963 · As the World Turns – als Ed Rice - ? afl.

## Theaterwerk opBroadway
- 2011 – 2012 · Anything Goes – als Elisha J. Whitney
- 2010 – 2011 · A Free Man of Color – als Thomas Jefferson
- 2007 – 2008 · Is He Dead? – als Papa Leroux
- 2006 – 2007 ·  Grey Gardens – als J.V. Bouvier / Norman Vincent Peale
- 2002 · Into the Woods – als verteller
- 1998 · High Society – als oom Willie
- 1994 – 1995 · Show Boat – als kapitein Andy
- 1989 · Artist Descending a Staircase – als Donner
- 1982 · A Little Family Business – als Ben
- 1982 · Solomon’s Child – als Allan
- 1980 · Happy New Year – als de verteller
- 1974 · The Rules of the Game – als Leone Gala
- 1974 · Love for Love – als Foresight
- 1973 – 1974 · Chemin de Fer – als Fedot
- 1973 – 1974 · The Visit – als Anton Schill
- 1972 – 1973 · Don Juan – als Sganarelle
- 1972 – 1973 · The Great God Brown – als Dion Anthony
- 1971 · Follies – als Benjamin Stone
- 1966 · Sweet Charity – als Oscar
- 1963 · A Rainy Day in Newark – als Edward L. Voorhees
- 1963 · Children From Their Games – als Sidney Balzer
- 1961 · Blood, Sweat and Stanley Poole – als kapitein Mal Malcolm
- 1961 · The Conquering Hero – als Forrest Noble

- Biblioteca Nacional de España: XX1621887
- Bibliothèque nationale de France: cb14023496t (data)
- Gemeinsame Normdatei: 134822668
- International Standard Name Identifier: 0000 0000 5516 4011
- Library of Congress Control Number: no97031339
- MusicBrainz: a80904bd-8ff2-4c04-ba8d-01012612e9df
- Nationale Bibliotheek van Israël: 987007350430205171
- SNAC: w6pt0rjk
- Système universitaire de documentation: 147415136
- Virtual International Authority File: 19879308
- WorldCat: E39PBJcgCv98qyT8PDXJYrxFKd